# 村上正行ショウ
村上正行ショウ（むらかみまさゆきショウ）は、かつてニッポン放送の平日朝の時間帯で放送されていたラジオ番組。パーソナリティは当時ニッポン放送のアナウンサー村上正行。放送期間は1973年4月9日から1976年3月26日まで。

## 放送時間
- 毎週月曜日 - 金曜日　5:00 - 7:00

## 出演者
- パーソナリティ:村上正行

## 概要
当時ニッポン放送では、番組を担当するパーソナリティの名前に「ショウ」を付けたワイド番組を数多く放送しており、当番組もそのひとつである。平日早朝5時から7時までの2時間のワイド番組で、5時台と6時台の2部構成となっており、5時台は開始当初が「早起きもいちど劇場」、1974年10月1日からは「さわやかモーニング」となり、6時台は「お早よう6時です」となっていた。
『村上正行ショウ』はニッポン放送における平日5時開始の最初のワイド番組であり、6時台は当番組開始以前から『村上正行のお早よう6時です』として放送されていた番組である。この6時台は、『村上正行ショウ』終了後も1978年3月31日まで、引き続き『村上正行のお早よう6時です』として放送が継続された。